# Sturlaugs saga starfsama
Die Sturlaugs saga starfsama („Saga vom fleißigen Sturlaugr“; „Die Saga von Sturlaug dem Vielgeplagten“) ist eine isländische Vorzeitsaga (fornaldarsaga),  die um 1300 verfasst wurde. Innerhalb der Gattung zählt die Saga stofflich zu den Abenteuersagas. 
Überliefert ist der Text durch die Handschriften AM 335, 4° und AM 589 f, 4°. Die Sturlaugs saga wird als älter angesehen als die Göngu-Hrólfs saga, weil Sturlaugr in der Göngu-Hrólfs saga als Vater des Göngu-Hrólfr genannt wird.
Die Einleitung ist Snorris Prolog aus dessen Prosa-Edda entlehnt, in dem die Einwanderung der Asen nach Skandinavien geschildert wird. Des Weiteren wird in der Saga mittelalterliches Wissen rezipiert, wie es in der Handlung der Reise von Sturlaugr in das Land der Rus zum „Bjarmaland“ (Bjarmar = altnordisch für ein Ethnonym vermutlich vom Weißen Meer) und zum fabelhaften „Hundingjaland“ aufscheint. Für diesen Teil wurde Literatur in der Nachfolge Isidor von Sevillas, und zwar des ethnographischen Teils seiner Enzyklopädie, als Vorlage genutzt; in der Relation der Hundingjar zu den Kynokephale.

## Handlung
Die Handlung ist im Norwegen und Schweden des 9. Jahrhunderts angesiedelt. Sturlaugr, Sohn des Hersen Ingólfr, und König Harald Schönhaar werben beide um die Gunst der schönen Ása, Tochter eines Jarls. Nun wird jedoch der alt gewordene König durch einen Berserker zum Zweikampf herausgefordert – wozu dieser körperlich nicht mehr in Lage ist. So springt Sturlaugr bereitwillig für Harald in die Bresche, jedoch unter der listigen Bedingung, dass der König seine Ansprüche auf Ása aufgibt. Es kommt zum Kampf, in dem der Berserker durch seinen Bruder unterstützt wird; Sturlaugr besiegt beide durch die zauberkräftige Einwirkung von Véfreyja, Ásas Mutter. Sturlaugr und Ása heiraten, doch der missmutige König – ob des Verlustes der Frau – sinnt auf Rache und schickt daher Sturlaugr auf eine Reise ins Bjarmaland, um ein ominöses Horn eines Auerochsen in den Besitz des Königs zu bringen und fast en passant das Bjarma- und Hundingjaland mit zu erobern. Beides gelingt Sturlaugr und ihm gelingt in der Folge noch dazu der gesellschaftliche Aufstieg bis zum Amt als König über Schweden. Im weiteren Verlauf der Handlung unternimmt er, begleitet und tatkräftig unterstützt durch seinen Blutsbruder Framarr, weitere abenteuerliche Reisen, in denen er unter anderem die Herkunft des gewonnenen Horns zu ergründen sucht. Sein Kompagnon unternimmt ein amouröses Abenteuer, indem er eine russische Prinzessin verführt. Danach werden weitere erfolgreich bestandene Abenteuer zum Ausklang geschildert.